# 離島区
離島区（りとうく、広東語読み：レイトウキョイ）は、香港の行政区画の一つで新界の一部。

## 地理

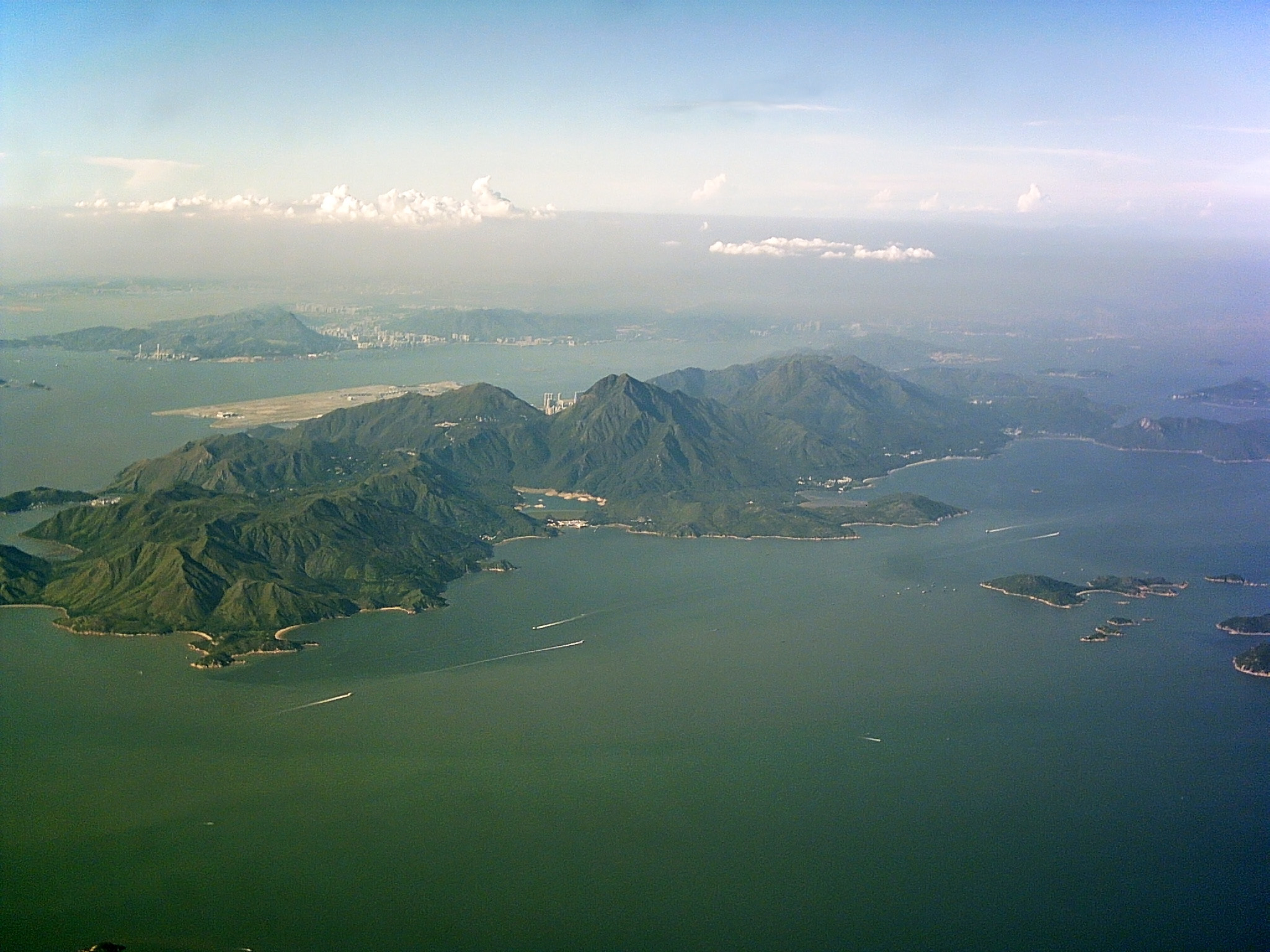
ランタオ島

香港は半島と236の島嶼から構成されるが、そのうち離島区は香港の南から西南に位置する大小およそ20の島から構成される。
香港の行政区中、面積は最大の16パーセント、人口は最小の2パーセントであり、住民の平均年齢は3番目に低い。最も低い人口密度から、香港島や九龍よりも伸び伸びとしたライフスタイルで注目されている。
香港の多くの島は離島区に属さない。最も有名な香港島は離島区以外の4区が占める。「離島」という用語は、離島区の島を指して使われる傾向がある。ランタオ島北東部と馬湾は、管理上の理由と荃湾からの物流への依存のため、伝統的に荃湾区に属している。青衣島はかつて荃湾区、現在は葵青区に属している。西貢の島々は西貢区に属し、赤門海峽の諸島は大埔区に属している。
香港国際空港にほど近いランタオ島北部の東涌、赤鱲角は新しいニュータウンである。愉景湾はランタオ島東部の大きな個人住宅地所である。
ランタオ島の梅窩と大澳、長洲、ラマ島、坪洲の合計人口は、それ以外の地域の全ての合計よりも大きい。

## 教育

### 中学校
- 長洲官立中学（中国語版）
- 保良局馬錦明夫人章馥仙中学（中国語版）
- 嗇色園主弁可誉中学曁可誉小学（中国語版）
- 東涌天主教学校（中学）（中国語版）
- 霊糧堂怡文中学（中国語版）
- 香港教育工作者聯会黄楚標中学（中国語版）
- 仏教筏可紀念中学（中国語版）
- 明愛華徳中書院（中国語版）
- 港青基信書院

### 小学校
- 南丫北段公立小学
- 国民学校
- 長洲聖心学校
- 中華基督教会長洲堂錦江小学
- 中華基督教会大澳小学
- 梅窩学校
- 杯澳公立学校
- 宝安商会温浩根小学
- 青松侯宝垣小学
- 嗇色園主弁可誉中学曁可誉小学（中国語版）
- 東涌天主教学校（小学）（中国語版）
- 霊糧堂秀徳小学（中国語版）
- 救世軍林抜中紀念学校（中国語版）
- 香港教育工作者聯会黄楚標学校
- 聖家学校
- 聖公会偉倫小学（中国語版）

### 特別支援学校
- 匡智紹邦晨輝学校

### 国際学校
- 智新書院（英語版）
- 愉景湾国際学校（英語版）

## 交通

### 航空
- 香港国際空港

### 鉄道
- 香港MTR
  - ■機場快線

博覧館駅 - 機場駅 - （香港駅方面）
  - ■東涌線

東涌駅 -欣澳駅 -（香港駅方面）

### 道路
幹線道路
- ：北ランタオ公路、機場路（中国語版）

市区道路
- 港珠澳大橋
- 港珠澳大橋香港接線
- 屯門至赤鱲角連接路（中国語版）
- 観景山トンネル（中国語版）
- 赤鱲角南路
- 裕東路（中国語版）
- 順東路
- 怡東路
- 東涌海濱路（中国語版）
- 文東路
- 愉景湾道
- 愉景湾トンネル（中国語版）
- 機場トンネル（中国語版）
- 赤鱲角路
- 順朗路（中国語版）
- 迎禧路
- 迎東路
- 健東路
- 東栄路
- 機場路（中国語版）
- 駿運路
- 東岸路（中国語版）

市／郊区道路
- 翔東路（中国語版）
- 東涌道（中国語版）
- 嶼南道（中国語版）
- 羌山道（中国語版）
- 大澳道（中国語版）
- 昂平路（中国語版）
- 深屈道（中国語版）

### ロープウェイ
- ■昂坪360

東涌駅 - 昂坪駅

### フェリー
フェリーと街渡
- 中環↔梅窩
- 中環↔長洲
- 長洲↔芝麻湾↔梅窩↔坪洲
- 中環↔ラマ島（榕樹湾）
- 中環↔ラマ島（索罟湾）
- 中環↔坪洲（特別班次：坪洲↔喜霊洲）
- 中環↔愉景湾
- 香港仔↔北角村↔ラマ島（榕樹湾）
- 香港仔↔ラマ島（模達湾）↔ラマ島（索罟湾）
- 香港仔↔長洲
- 屯門↔東涌↔沙螺湾↔大澳

## 出身著名人
- 金萬福 - 梅窩生まれ